# Boss (videohry)

Příklad bossfightu

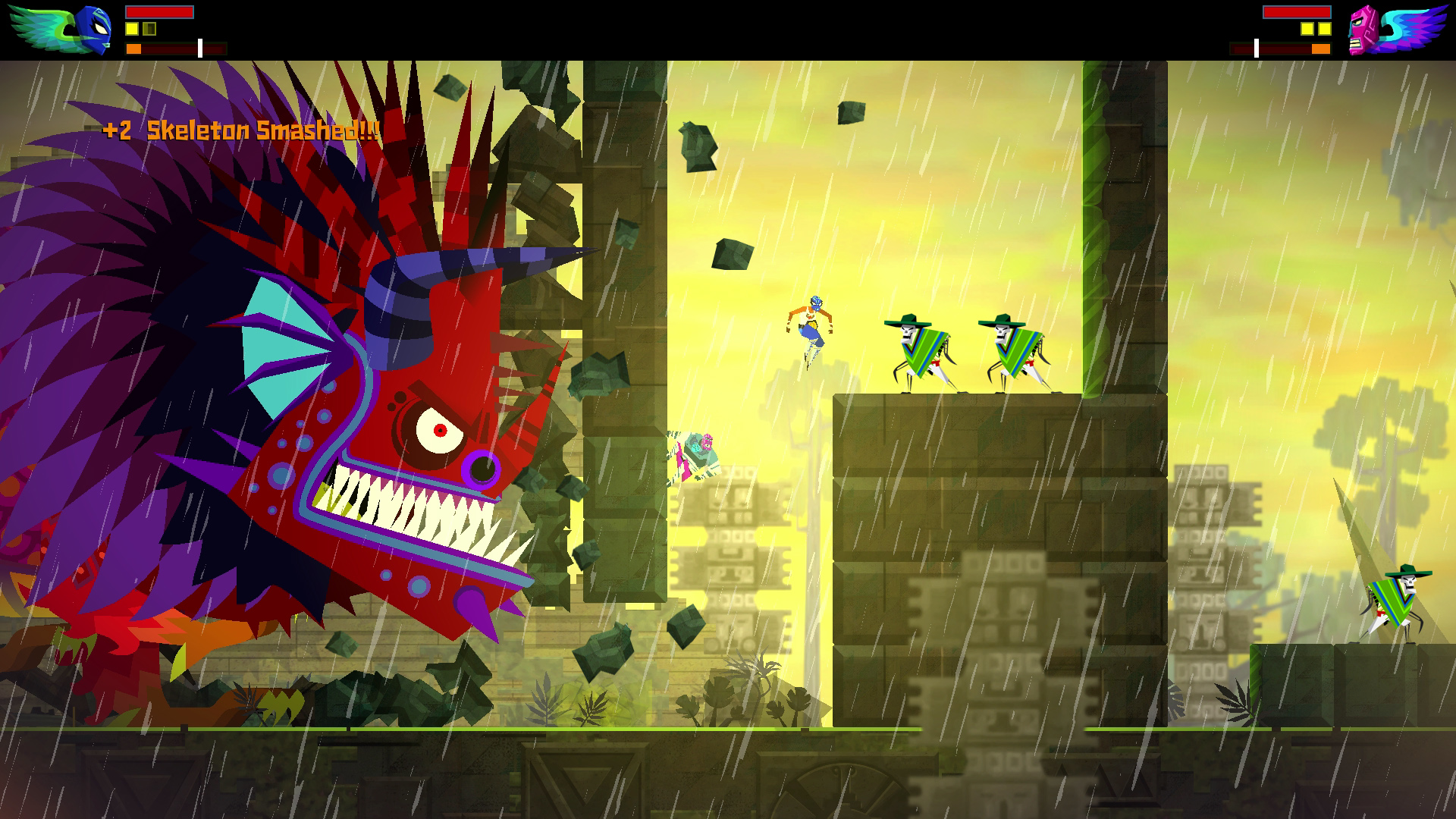
Boss ze hry Guacamelee!

Boss (šéf, bossák) se používá v terminologii PC her jako označení pro postavu opoziční strany, která se obvykle nachází na konci herního kola / úrovně a je mnohem silnější a lépe vybavena k boji než předešlí nepřátelé. Souboj s ní, označovaný též jako „bossfight“ často probíhá v místnosti, která je k tomuto účelu vytvořena a postupem hry se do ní hráč dostane. Likvidací bosse bývá obvykle herní kolo (resp. úroveň či segment) zakončeno. Jeho podoba (grafické ztvárnění) a schopnosti se mění, tedy závisí na konkrétním herním titulu a konkrétním herním kole (úrovni). Boss má více životů, větší sílu, a někdy i jiné schopnosti. Vyskytuje se téměř v jakémkoli herním žánru. Nachází se v různých formách ve velkém množství počítačových her.